# Travis Tope

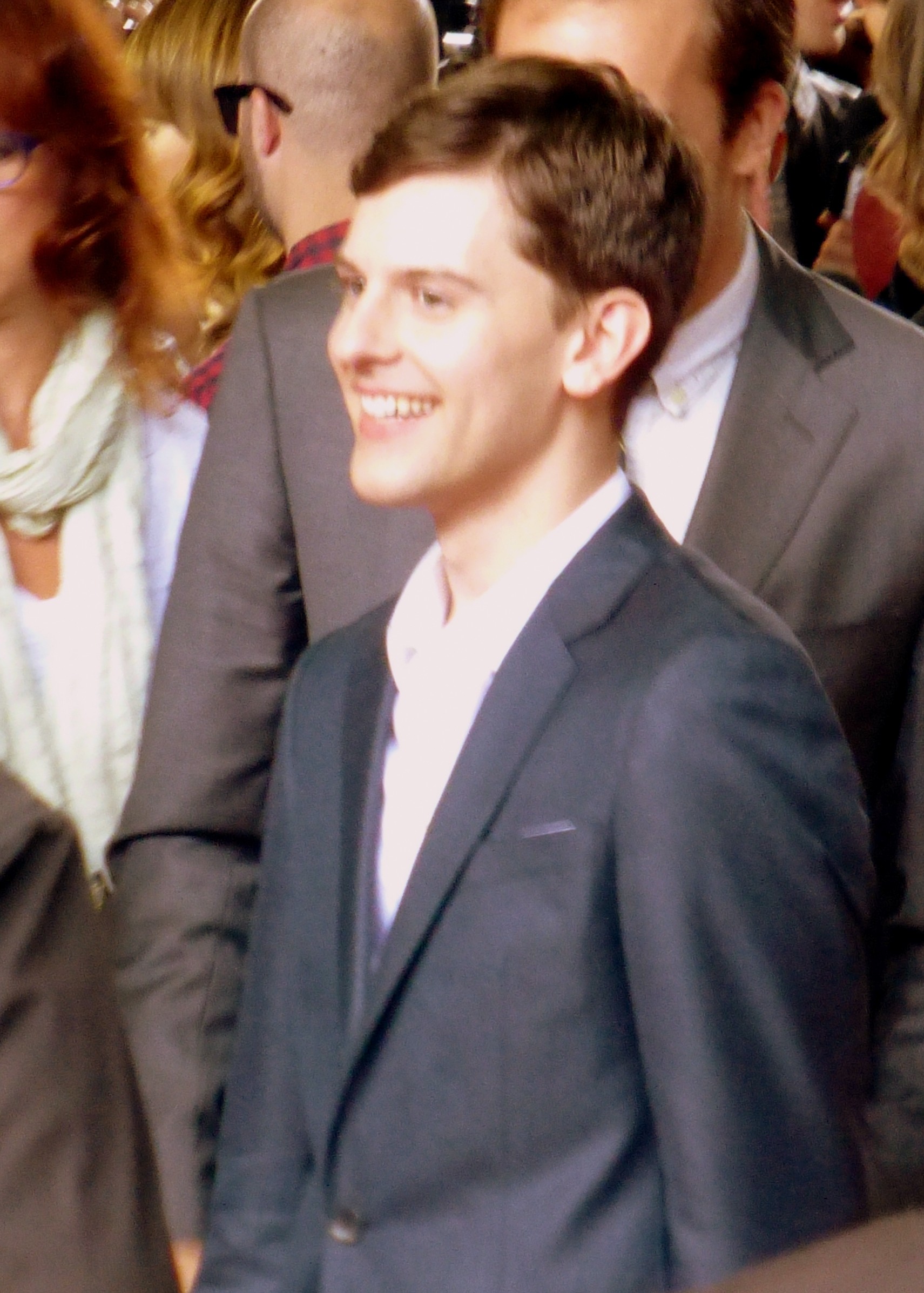
Travis Tope bei der Premiere des Films #Zeitgeist beim Toronto International Film Festival 2014

Travis Tope (* 11. November 1991 im Bexar County, Texas) ist ein US-amerikanischer Filmschauspieler.

## Leben
Tope wurde 1991 in Texas geboren. Bevor sich Tope der Schauspielerei zugewandt hat, lebte er in Plano, einem Vorort von Dallas. Im Januar 2010 wurde Tope als Mitglied der Plano’s Boy Scout Troop 1000 von der Pfadfinderorganisation Boy Scouts of America, dem größten US-amerikanischen Jugendverband, als Eagle Scout ausgezeichnet. Sein Spielfilmdebüt hatte Tope 2007 in der Rolle von David im Film Divine Souls. 2014 war Tope dann in drei verschiedenen Filmen (Little Accidents, #Zeitgeist und Warte, bis es dunkel wird) und in sechs Folgen der Fernsehserie Boardwalk Empire in der Rolle von Joe Harper zu sehen, für die er und seine Schauspielkollegen als bestes Schauspielensemble in einer Dramaserie für einen Screen Actors Guild Award nominiert wurden. Im Film Independence Day: Wiederkehr ist Tope in der Rolle des naiven Charlie Miller als Freund des Ex-Kampfpiloten Jake Morrison zu sehen, den er bereits seit Kindertagen kennt.

## Filmografie (Auswahl)
- 2004: Dawn of Twilight
- 2007: Divine Souls
- 2014: Little Accidents
- 2014: Warte, bis es dunkel wird (The Town That Dreaded Sundown)
- 2014: Boardwalk Empire (Fernsehserie, 6 Folgen)
- 2014: #Zeitgeist (Men, Women & Children)
- 2015: Battle Creek (Fernsehserie, eine Folge)
- 2015: Casual (Fernsehserie, eine Folge)
- 2015: Navy CIS: L.A. (NCIS: Los Angeles, Fernsehserie, eine Folge)
- 2016: Viral
- 2016: Independence Day: Wiederkehr (Independence Day: Resurgence)
- 2016–2017: Last Man Standing (Fernsehserie, 4 Folgen)
- 2017: Say You Will
- 2018: Seven in Heaven
- 2018: American Vandal (Fernsehserie, 8 Folgen)

## Auszeichnungen
Screen Actors Guild Awards
- 2015: Nominierung als Bestes Schauspielensemble in einer Dramaserie (Boardwalk Empire)